# NGC 3250
NGC 3250 ist eine elliptische Galaxie vom Hubble-Typ E4 im Sternbild Luftpumpe am Südsternhimmel. Sie ist schätzungsweise 116 Millionen Lichtjahre von der Milchstraße entfernt und hat einen Durchmesser von etwa 95.000 Lichtjahren.

Im selben Himmelsareal befindet sich u. a. die Galaxie NGC 3244.
Das Objekt wurde am 1. Februar 1835 von John Herschel entdeckt.